# District de Blenio
Le district de Blenio est un district du canton du Tessin en Suisse. 
Le district compte trois communes, dont le chef-lieu : Acquarossa.

## Fusions de communes

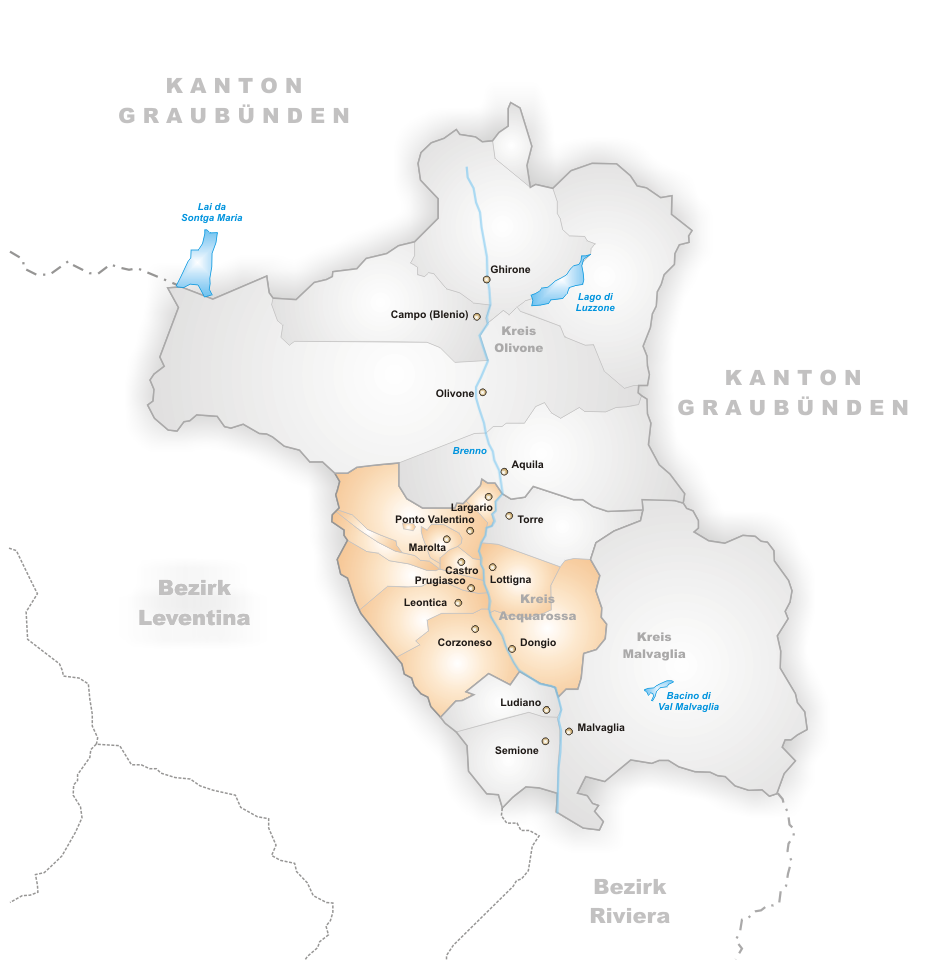
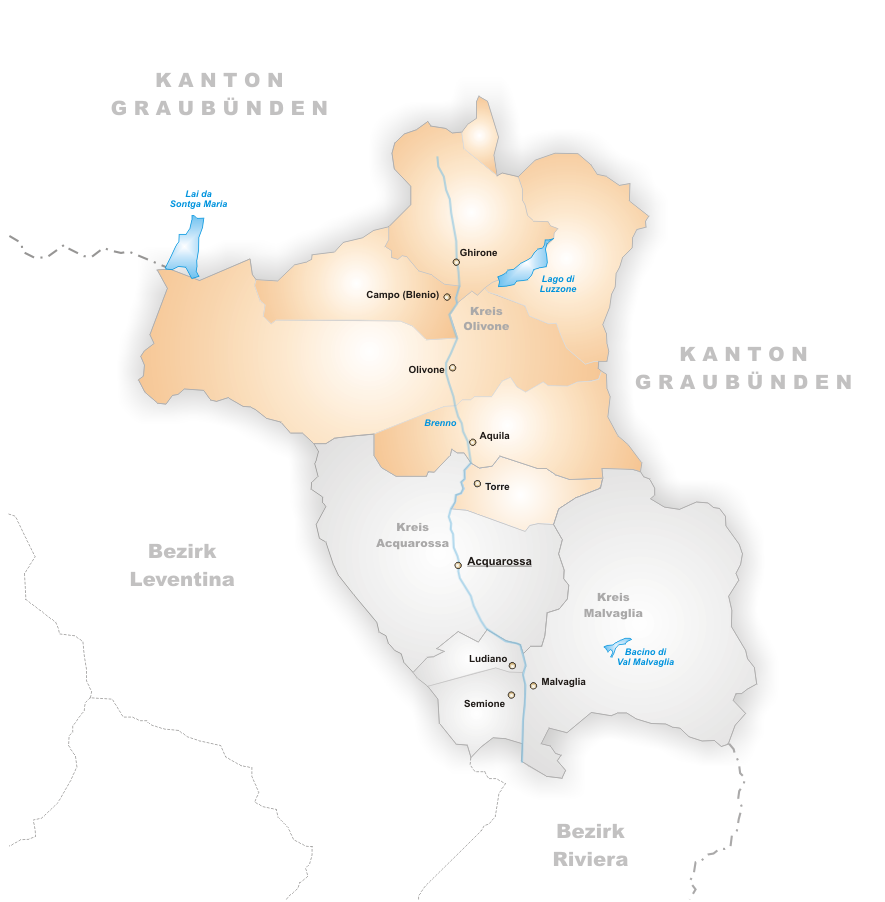
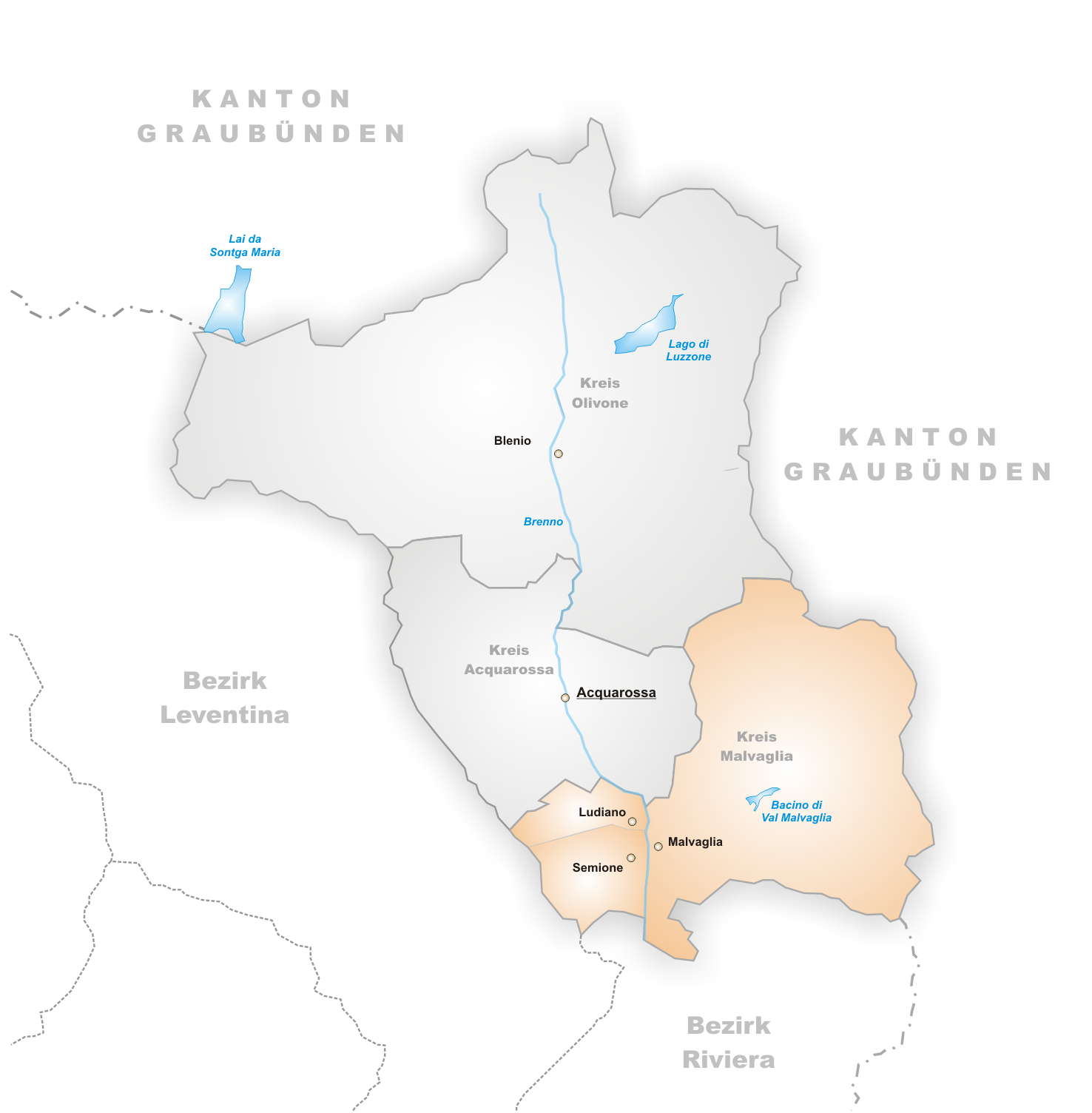
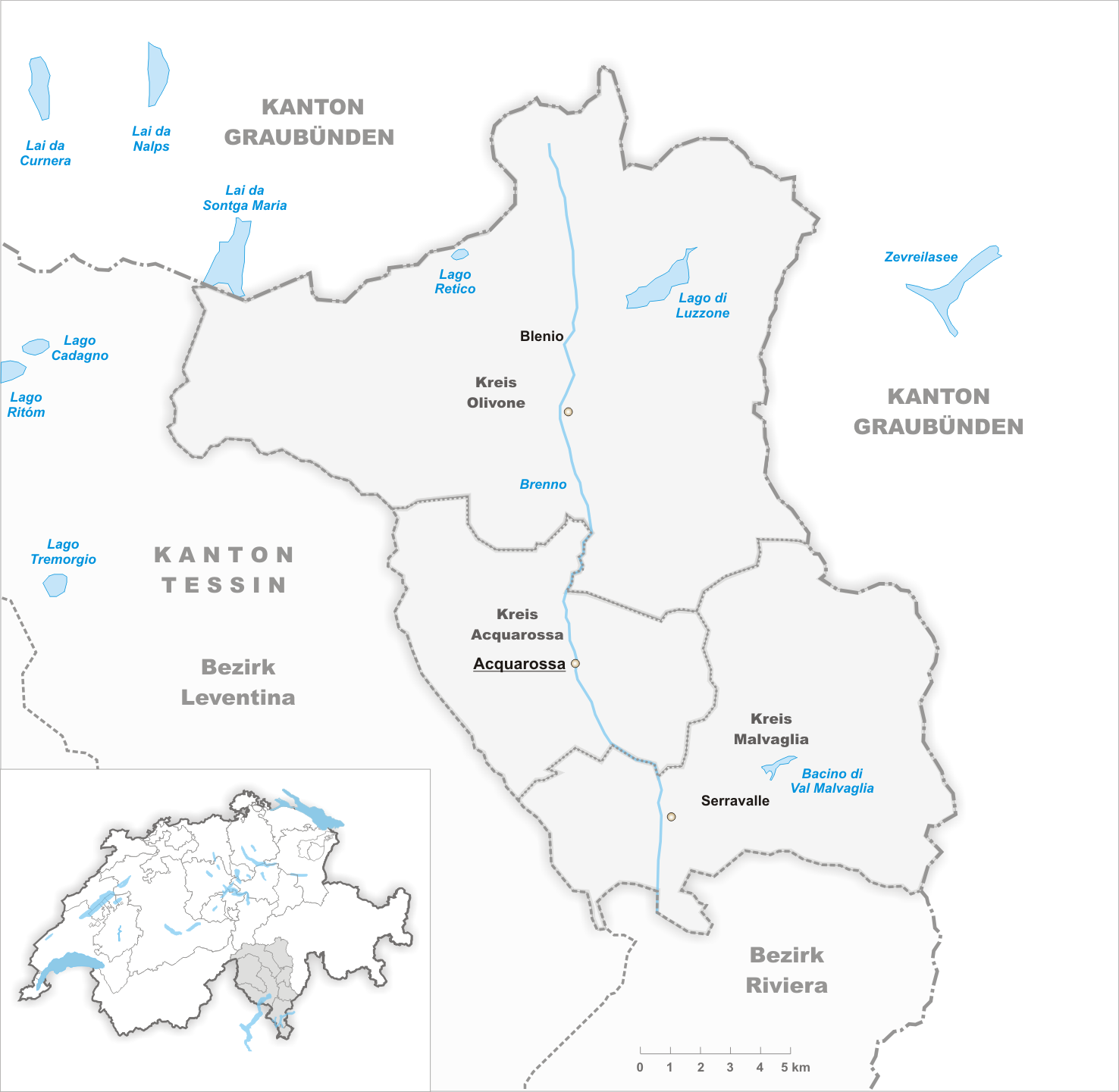

## Communes
| Nom        | Cercle communal | N° OFS | Population (décembre 2022) |
| ---------- | --------------- | ------ | -------------------------- |
| Acquarossa | Acquarossa      | 5048   | +001 831,                  |
| Blenio     | Olivone         | 5049   | +001 745,                  |
| Serravalle | Malvaglia       | 5050   | +002 053,                  |
| Total      | Total           | Total  | +005 629,                  |